# Parque nacional de la Sierra del Gandarela
El Parque nacional de la Sierra de Gandarela (en portugués: Parque nacional da Serra do Gandarela) es un parque nacional en el estado de Minas Gerais, Brasil. El parque protege una región montañosa que aloja un resabio de bosque atlántico que es una fuente importante de agua para la ciudad de Belo Horizonte.

## Ubicación
La sierra de Gandarela es un santuario de naturaleza ubicado a unos 40 km de Belo Horizonte.
El parque nacional Sierra de Gandarela abarca parte de los municipios de Caeté (2.37%), Itabirito (10.01%), Mariana (0.23%), Nova Lima (1.99%), Ouro Preto (9.91%), Raposos (10.8%), Rio Acima (19.46%) y Santa Bárbara (45.22%) en el estado de Minas Gerais.
Parte del parque se encuentra en la región metropolitana de Belo Horizonte.
El parque tiene una superficie de 31 270,83 ha.
El parque se encuentra en la biomasa de Bosque Atlántico.
En el parque se encuentra la mayor porción remanente intacta de Bosque Atlántico en Minas Gerais, en su gran mayoría en excelente estado.
El agua proveniente de la Sierra de Gandarela alimenta la cuenca del río Das Velhas, un afluente del río São Francisco, el río Piracicaba y el río Doce. 
El río Das Velhas provee más del 60% del agua consumida por Belo Horizonte y 45% del agua suministrada a la región metropolitana.
El agua es límpida y pura y casi no requiere tratamiento.
En la Sierra de Gandarela existen más de 100 cuevas y cavernas. En algunas de las mismas viven especies únicas, y algunas contienen sitios arqueológicos.

## Historia

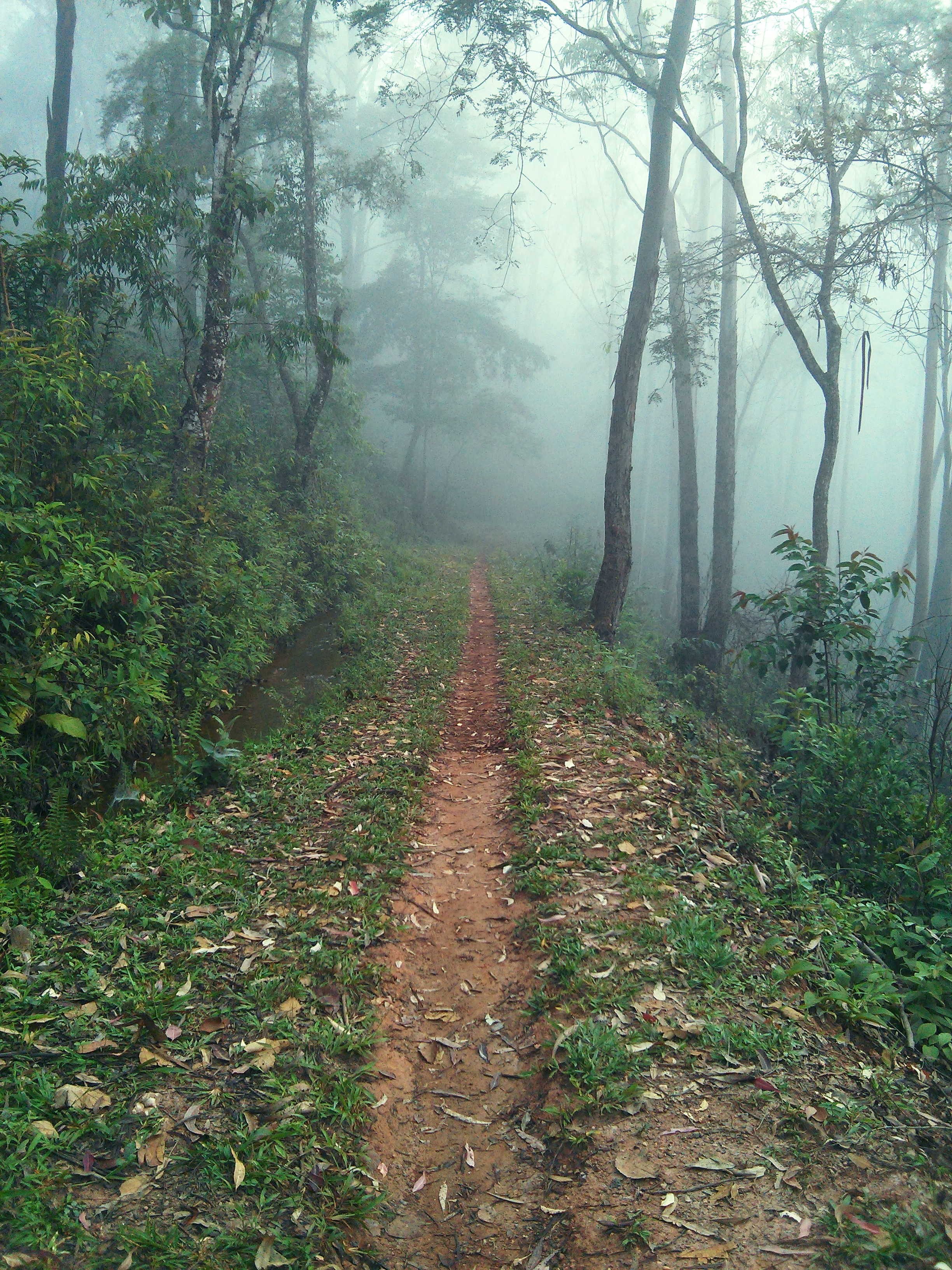
El bosque en proximidades de Nova Lima.

A pedido de varias organizaciones el Instituto Chico Mendes de Conservación de la Biodiversidad (ICMBio) preparó una propuesta para crear el parque, de forma de proteger gran parte de las fuentes de agua de Belo Horizonte, las cuales estaban seriamente amenazadas por las explotaciones de mineral de hierro.
La propuesta original en el 2010 era proteger una zona con un área de 38220 ha, pero dicha área fue reducida durante el proceso de aprobación de la creación del parque.
El debate público sobre el proyecto tuvo comienzo el 10 de abril de 2012.
El parque fue creado por decreto federal el 13 de octubre de 2014.
Mediante el mimo decreto se agregaron más de 30000 ha a la Reserva Extractivista Médio Juruá en Amazonas, se creó el parque nacional Guaricana en Paraná y la Reserva de Desarrollo Sustentable Nascentes Geraizeiras en Minas Gerais.
El parque nacional se encuentra clasificado en la  categoría II de área protegida IUCN (parque nacional).
El propósito es preservar elementos con valor biológico, geológico, espeleológico e hidrológico asociados con formaciones del Cuadrilátero Ferrífero, incluidas colinas alpinas, resabios de bosque semicaducos, zonas de recarga de acuíferos y los escenarios de las montañas, plateaus, ríos, cascadas y vegetación natural.
Los límites del parque no satisficieron los pedidos de las organizaciones sociales consultadas, ya que en su opinión no protegía en forma completa las formaciones geológicas que alojan los acuíferos.
Se excluyó la zona del proyecto de minería de hierro Apollo de la empresa Vale valuado en 4000 millones de Reales.
Por otra parte, el parque incluyó áreas tradicionalmente utilizadas por las comunidades vecinas, lo que podría generar conflictos en un futuro.
Roberto Vizentin, presidente de ICMBio, defendió la reducción de 38200 a 31200 ha y el elevado riesgo de polución de las actividades mineras como un compromiso necesario dado el relativamente bajo Índice de Desarrollo Humano en la región.

## Fauna

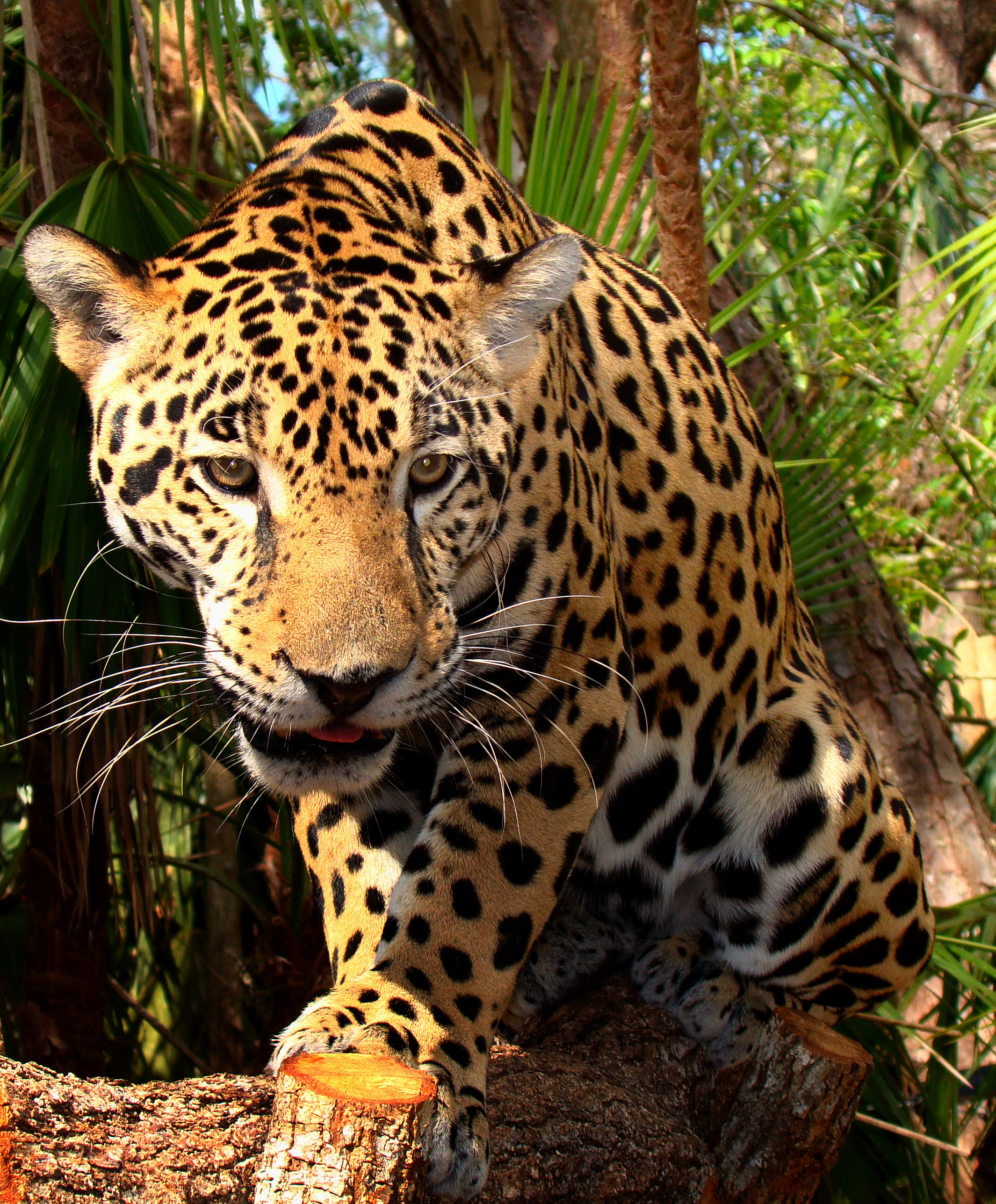
El jaguar es un habitante conspicuo del Parque nacional Serra do Gandarela.

El Cuadrilátero Ferrífero, en el cual se encuentra emplazado el parque, es una región de transición entre las biomasas de Bosque Atlántico y Cerrado, lo cual contribuye a incrementar la diversidad de especies, al observarse la presencia de especies típicas de ambas biomasas.
Entre los animales que moran en el parque se cuentanː águila de Azara (Harpyhaliaetus coronatus), monterita cinérea (Poospiza cinerea),  puma (Puma concolor), mono guariba (Alouatta guariba), tayra (Eira barbara), margay (Leopardus wiedii),  pecarí de collar  (Pecari tajacu),  tití enmascarado (Callicebus personatus), aguará guazú (Chrysocyon brachyurus), oso melero (Tamandua tetradactyla), mulita de siete bandas (Dasypus septemcinctus) y el jaguar (Panthera onca).

## Flora

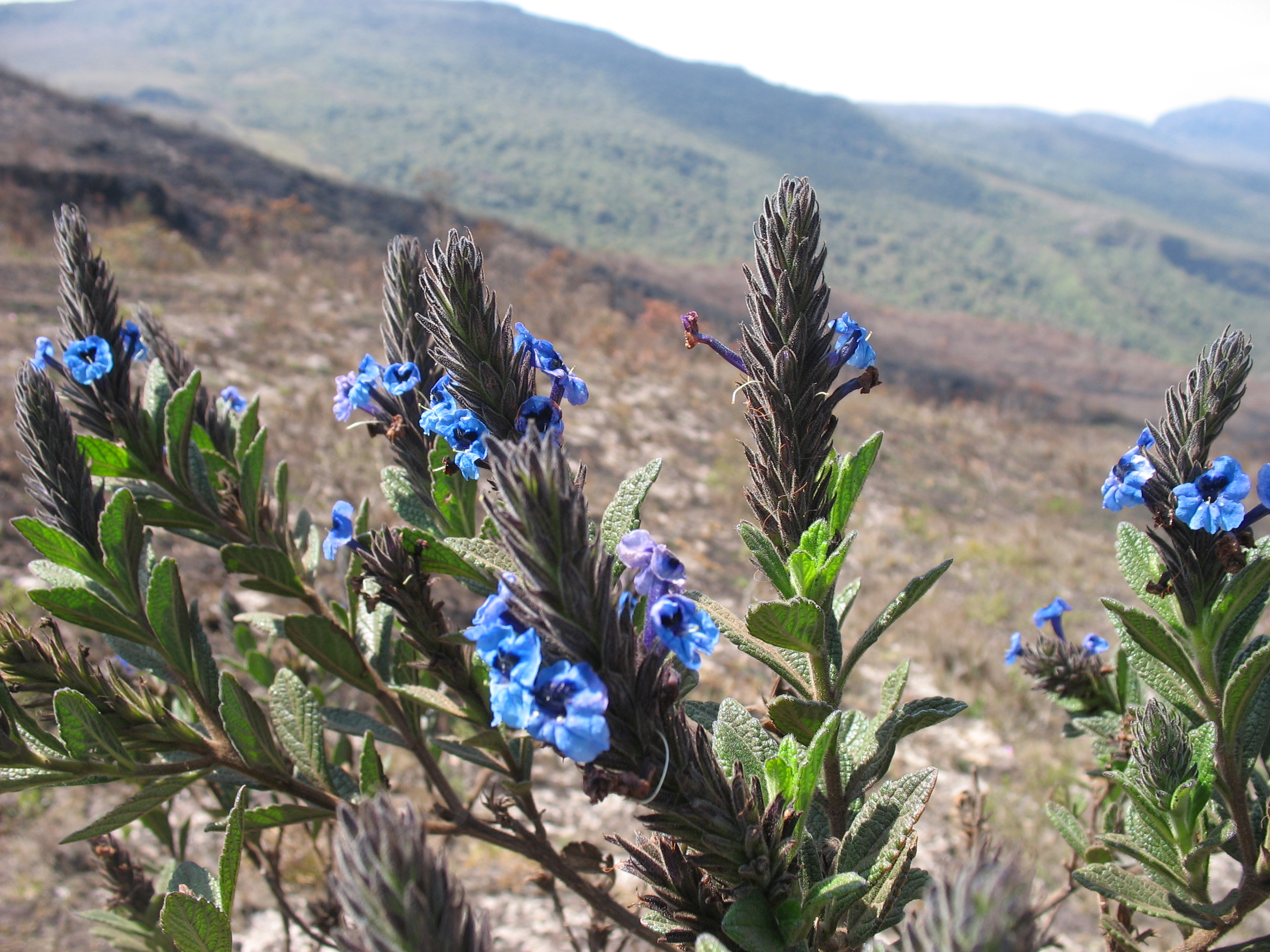
Stachytarpheta ajugifolia

La vegetación incluye formas de plantas de zonas rocosas, gramíneas, especies de las savannas y bosques, todos en buen estado de conservación.
Las siguientes especies habitan la región, y poseen un estatus vulnerable, arnica (Lychnophora pinaster) especie de la  familia Asteraceae con interesantes propiedades anestésicas, antiinflamatórias y cicatrizantes,  el jacarandá de Brasil (Dalbergia nigra) especie muy valorada por su madera dura utilizada en la construcción de instrumentos musicales, sasafrás de Brasil (Ocotea odorifera), brauna (Melanoxylon brauna) árbol pequeño cuya corteza es utilizada en curtiembres, para extracción de tintura negra y la savia se usa en medicina y la industria, la arnica (Lychnophora ericoides) posee interesantes agentes con propiedades analgésicas y antiinflamatorias ,  y la especie de orquídea epifita Oncidium warmingii del género Gomesa.

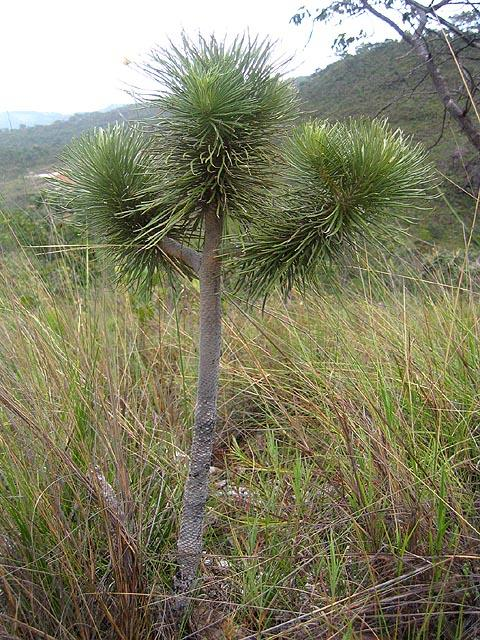
Ejemplar de arnica (Lychnophora ericoides), planta con propiedades analgésicas y antiinflamatorias.